# Jan Lindenmair
Jan Lindenmair (* 22. November 1978 in Heidenheim an der Brenz, Ostwürttemberg) ist ein ehemaliger deutscher Volleyballtrainer und Fußballfunktionär sowie heutiger Volleyballfunktionär.

## Leben
Jan Lindenmair begann als Spieler mit dem Volleyball bei der TSG Giengen und spielte ab 2000 in Ulm in der Regionalliga. 2004 wechselte er nach Stuttgart, studierte dort Sportwissenschaften und trainierte die Volleyballjugend in Vaihingen. Nach erworbener A-Lizenz wurde er Jugendtrainer beim VC Stuttgart. Parallel zu seiner Trainerarbeit holte ihn 2006 der Bundestrainer Giovanni Guidetti als Delegationsleiter in den Stab der deutschen Frauen-Nationalmannschaft. Seit März 2009 war Jan Lindenmair als Nachfolger von Alexander Waibl Cheftrainer des Bundesligateams von Allianz MTV Stuttgart, mit dem ihm 2011 der DVV-Pokalsieg gelang. Im April 2013 wurde er nach der 0:3-Niederlage gegen den VC Wiesbaden entlassen. Danach ging Lindenmair in die Schweiz und wurde Trainer beim Spitzenclub Voléro Zürich. Von 2015 bis 2016 trainierte Lindenmair die deutsche Juniorinnennationalmannschaft und den VC Olympia Berlin. Von 2017 bis 2021 war Lindenmair Trainer der Männermannschaft des SV Fellbach, zunächst zwei Jahre als Co-Trainer in der 2. Bundesliga und nach dem Abstieg in die 3. Liga von 2019 bis 2021 Cheftrainer.
Am 1. Juli 2019 wurde Lindenmair Geschäftsführer der Fußballabteilung der TSG Balingen. Dieses Amt führte er ab der Gründung der TSG Balingen Fußball weiterhin. Im Sommer 2023 gab Lindenmair seinen Posten als Geschäftsführer auf.
Seit 2023 ist Jan Lindenmair als Sportdirektor für die Binder Blaubären TSV Flacht aktiv.